# Escenógrafo

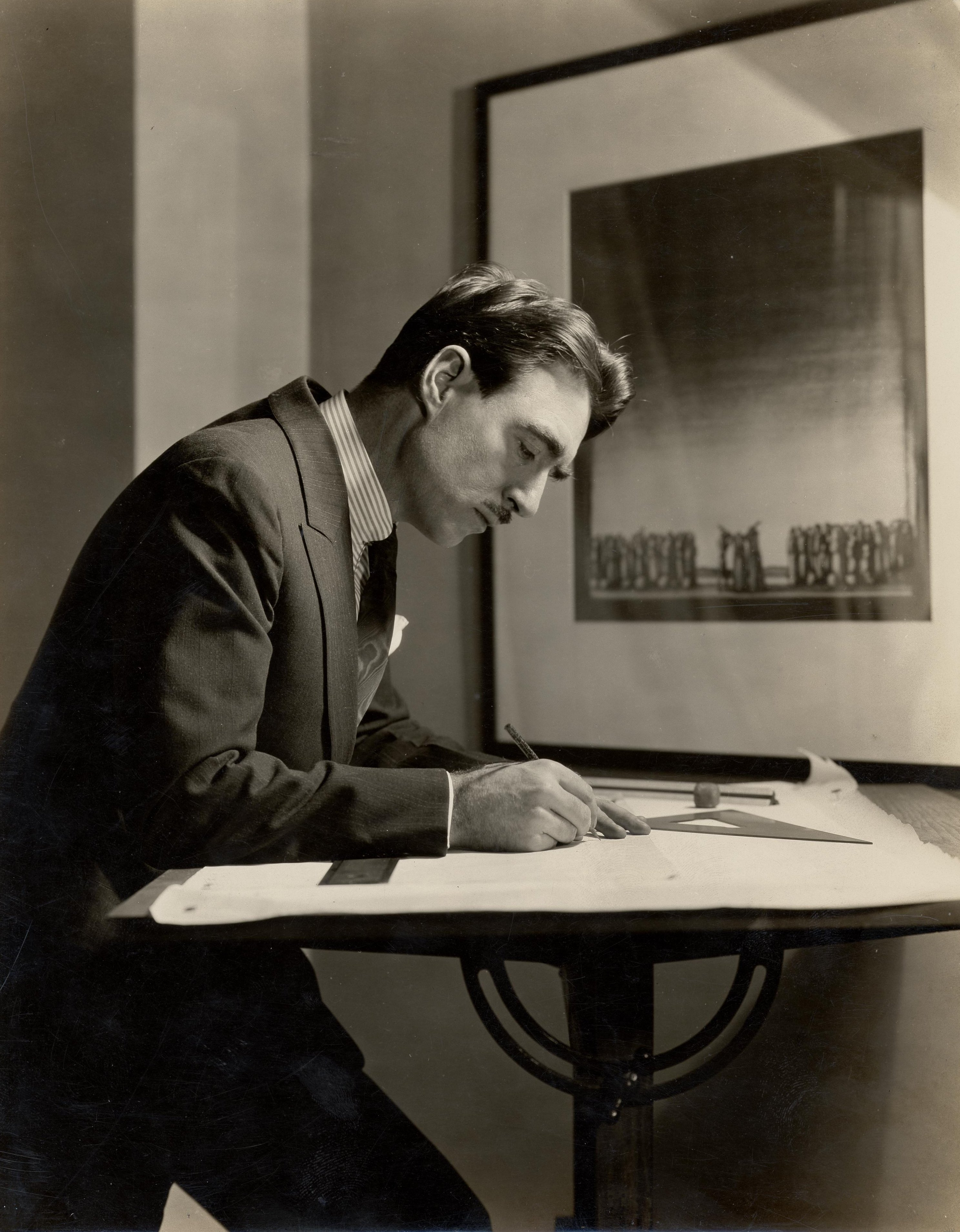
Robert Edmond Jones, escenógrafo estadounidense especializado en el diseño de iluminación (hacia 1920).

Un escenógrafo es el creador de la escenografía como autor, diseñador o director del conjunto de los elementos visuales de un espectáculo. En el teatro, los campos del escenógrafo abarcan tareas de pintor de decorados, bocetista, y en algunos países americanos concentra en su actividad el conjunto total de la parte visual de la puesta en escena, incluyendo diseño de decorados, vestuario, utilería e iluminación, y creando la figura del escenógrafo realizador. En otros planteamientos de la producción, la progresiva complejidad de las producciones ha provocado que las labores del escenógrafo se atomicen, creando divisiones en el reparto del trabajo escenográfico. Según contextos, puede aparecer o ser considerado como artista o como técnico.

## Origen histórico

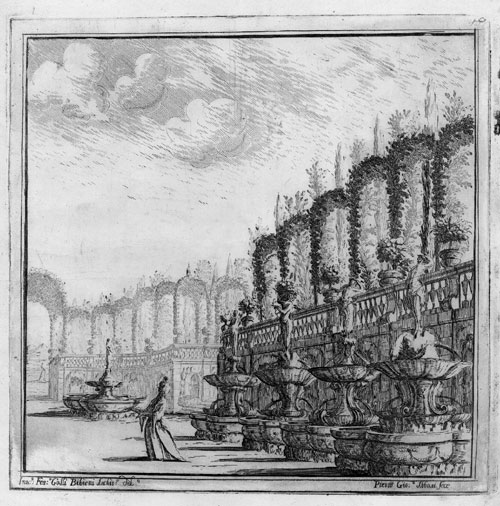
Grabado a partir de un boceto para escenografía de Ferdinando Galli Bibiena.

A partir de experiencias como los montajes de un Cosme Lotti en la Italia del siglo XVI, la nómina de escenógrafos se inicia de en la segunda mitad del siglo XVIII con la aplicación de la perspectiva al espacio escénico. Pionera en este campo fue la familia Galli Bibbiena, oriundos de Bibiena que entre sus diversos avances consiguieron que la arquitectura pintada no solo se viera de frente, sino desde diferentes ángulos; a ello ayudó la evolución de la iluminación: las candilejas la gran innovación del siglo XVII. De esta época es Giovanni Niccolo Servandoni, hijo de un cochero italiano y una, admirado por Diderot y «Premier peintre-décorateur et directeur des machines de l'Académie Royale de Musique» entre 1728 y 1742.
En la España del siglo XX pueden mencionarse nombres importantes del medio teatral como los de Fabià Puigserver, Emilio Ruiz del Río, Mariano Fortuny y Madrazo, Adrià Gual, Francisco Nieva, Fernando Mignoni o César Oliva, y participación de 'artistas invitados' como el propio Pablo Picasso.